# Melita Toniolo
Melita Toniolo (Treviso, 5 de abril de 1986) é uma apresentadora de televisão, modelo e atriz italiana. Após participações no Grande Fratello 7 (versão italiana do programa Big Brother) e além participações no cinema, Melita cultivou uma prolífica carreira televisiva, participando de diversos programas na televisão italiana.

## Carreira

### Televisão
- Le Iene (2006, Italia 1)[3]
- Distraction (2006, Italia 1)[3]
- Lucignolo (2007-2008, Italia 1)[3][4][5][6][7]
- Camerino virtuale - The Box Game (2007, Italia 1)
- Rubacuori (2008, Match Music - Sky)[8]
- Grande Fratello 7 (2007, Canale 5)[9]
- La talpa 3 (2008, Italia 1)[10]
- Quelli che il calcio e... (2008-2011, Rai 2)
- Candid Camera Show (2008, Italia 1)[11]
- Medici miei (2008, Italia 1)
- Scherzi a parte (2009, Canale 5)[12]
- Buona la prima (2009, Italia 1)
- Colorado (primavera 2009, Italia 1)
- Real TV (2009-2011, Italia 1)[13][14]
- Colorado (outono 2009, Italia 1)[15]
- Mitici '80 (2010, Italia 1)[16][17]
- Animal Real TV (dal 2010, Sky)[18]
- Paperissima (2010-2011, Canale 5)[19]
- Finale Mediafriends Cup (2010, Canale 5)
- Capodanno Cinque (2010, Canale 5)
- Bikini (2010, Canale 5)[20]
- Quelli del Papeete (2011, Italia 1)
- SMS Squadra Molto Speciale (dal 2011, Italia 1-Italia 2)

### Cinema
- A Light of Passion (2007)[2][21]
- Una cella in due (2011)[2][22]
- Poker Generation (2012)